# XY (film, 1996)
Pour les articles homonymes, voir XY.
Pour plus de détails, voir Fiche technique et Distribution.
XY (XY, drôle de conception) est un film français de Jean-Paul Lilienfeld sorti en 1996.

## Synopsis
Eric Fleury est le directeur d'une fabrique de jouets en bois au bord du dépôt de bilan. L'entreprise est rachetée par le groupe Romance. La responsable du groupe, Sandrine Rey propose un marché à Eric : il restera à la tête de la fabrique de jouets s'il lui fait un enfant.

## Fiche technique
- Titre complet : XY, drôle de conception
- Réalisation et scénario : Jean-Paul Lilienfeld
- Photographie : Michel Cénet
- Montage : Roland Baubeau
- Musique : Jacques Davidovici
- Production : Éric et Nicolas Altmayer
- Pays de production :  France
- Genre : comédie dramatique
- Durée : 100 minutes
- Date de sortie : 
  - France : 1949

## Distribution
- Clémentine Célarié : Sandrine Rey
- Patrick Braoudé : Eric Fleury
- Jean-Paul Comart : Paul
- Chantal Lauby : Denise
- Marie-Sophie L. : Juliette
- Laurent Gamelon : l'homme spermogramme #1
- Marina Tomé : l'infirmière spermogramme
- Maurice Chevit : le père d'Eric
- Jean-François Balmer : Docteur Lamauve
- Olivier Soler : le barman
- Gérard Krawczyk : l'homme spermogramme #2
- Sylvain Madigan : l'homme spermogramme #3
- Jenny Clève : la mère d'Eric
- Neige Dolsky : la vieille dame
- Arsène Mosca ?